# Perrier (Puy-de-Dôme)
Perrier is een gemeente in het Franse departement Puy-de-Dôme (regio Auvergne-Rhône-Alpes). De plaats maakt deel uit van het arrondissement Issoire. Perrier telde op 1 januari 2022 912 inwoners.

## Geografie
De oppervlakte van Perrier bedroeg op 1 januari 2022 6,37 vierkante kilometer; de bevolkingsdichtheid was toen 143,2 inwoners per km².

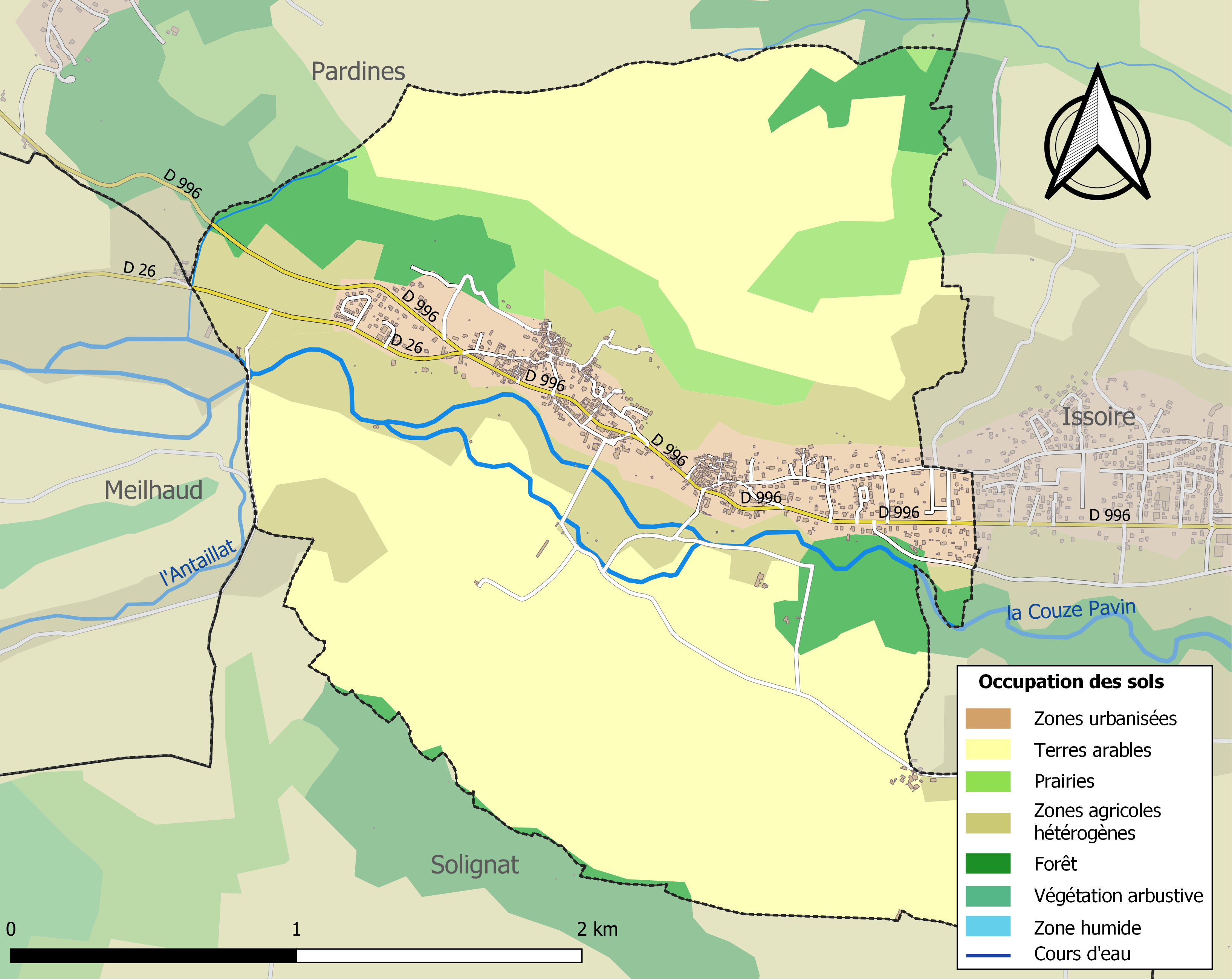
Kaart van de gemeente met belangrijkste infrastructuur, bodemgebruik en omliggende gemeenten

## Demografie
Onderstaande figuur toont het verloop van het inwonertal (bron: INSEE-tellingen).

## Afbeeldingen

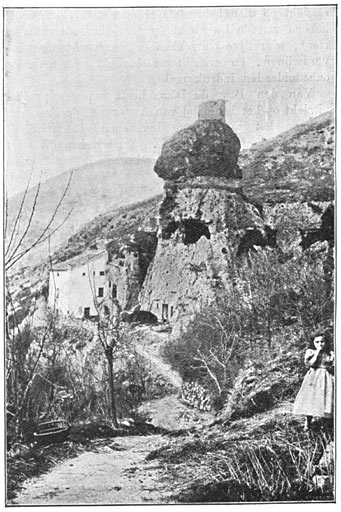
De bouwval van de toren van Maurifolet in de buurt van Perrier begin 20e eeuw
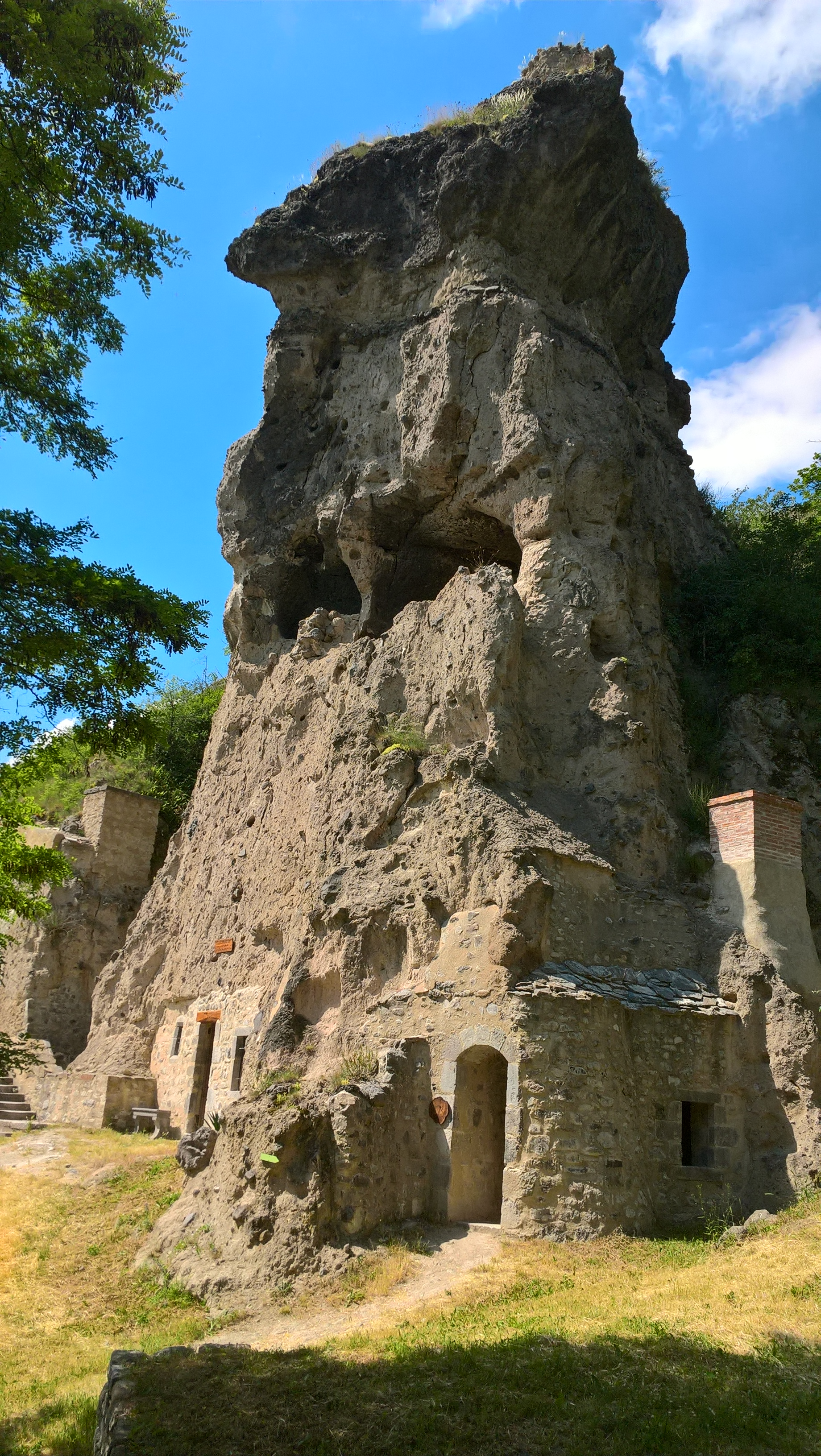
Idem, in 2018